# Tennis Masters Cup 2008
Tennis Masters Cup 2008 — тенісний турнір, що проходив на кортах з твердим покриттям у місті Шанхай, КНР з 10 листопада . Був турніром серії Фінал ATP 2008 року.

## Фінальна частина

### Одиночний розряд
Новак Джокович —  Микола Давиденко 6–1, 7–5

### Парний розряд
Деніел Нестор /  Ненад Зімоньїч —  Боб Браян /  Майк Браян 7–6(7–3), 6–2